# Without Love
Without Love (br Sem Amor) é um filme estadunidense de 1945, do gênero comédia romântica, dirigido por Harold S. Bucquet. 

## Sinopse
A viúva Jamie ajuda no esforço de guerra ao se casar com o cientista militar Pat e deixar ele montar seu laboratório na casa dela. Ambos acreditam que um casamento poderia ser um êxito sem amor, uma vez que reduz as chances de ciúmes e brigas e todos os outros inconvenientes conjugais. Mas durante a história isso muda. 

## Elenco
- Spencer Tracy     ...  Pat Jamieson
- Katharine Hepburn ...  Jamie Rowan
- Lucille Ball      ...  Kitty Trimble
- Keenan Wynn       ...  Quentin Ladd